# Зыбино (Московская область)
Зыбино — деревня в Ступинском районе Московской области в составе Городского поселения Ступино (до 2006 года входила в Городищенский сельский округ). На 2016 год в Зыбино 1 улица — Охотничья, Охотничий переулок и садовое товарищество. Впервые в исторических документах упоминается в 1577 году, как сельцо Зыбино.

## Население
| 2002 | 2006 | 2010 |
| ---- | ---- | ---- |
| 6    | ↘4   | ↘2   |

Зыбино расположено на крайнем юго-востоке района, на безымянном правом притоке реки Каширка, высота центра деревни над уровнем моря — 181 м. Ближайшие населённые пункты: Батайки в 1,8 км на юго-восток и Городище — в 2,5 км на юго-запад.